# Malte Brettel
Malte Brettel (* 8. Mai 1967 in Oldenburg) ist ein deutscher Wirtschaftswissenschaftler und Universitätsprofessor am Lehrstuhl der Wirtschaftswissenschaften an der RWTH Aachen.

## Leben
Malte Brettel ist eines von vier Kindern des Rechtsmediziners Hans-Friedrich Brettel (* 1936), Professor im Ruhestand der Universität Frankfurt am Main und dessen Ehefrau Hede, geborene Bruns. Sein jüngerer Bruder Hauke Brettel ist Mediziner, Rechtswissenschaftler und Kriminologe.
Malte Brettel studierte von 1987 bis 1993 Wirtschaftsingenieurwesen mit dem Schwerpunkt Maschinenbau an der TH Darmstadt und promovierte 1996 an der Wissenschaftlichen Hochschule für Unternehmensführung (WHU). Danach arbeitete er für verschiedene private Firmen, unter anderem für den von ihm mitbegründeten Onlinemarktplatz für Bücher JustBooks.de als Geschäftsführender Gesellschafter in Düsseldorf und Managing Director in London sowie als selbständiger Berater. Im Jahr 2003 habilitierte er wiederum an der WHU. Seit 2003 hat er den Lehrstuhl der Wirtschaftswissenschaften für Ingenieure und Naturwissenschaftler an der RWTH Aachen inne. Ebenso leitet er seit 2003 das Gründerzentrum der RWTH Aachen. 2012 wurde Brettel als Nachfolger von Günther Schuh zum Prorektor der RWTH Aachen gewählt und mit dem Aufgabenbereich Wirtschaft und Industrie betraut.
Brettel ist verheiratet und hat zwei Kinder.

## Publikationen (Auszug)
- Gruber, M., Heinemann, F., Brettel, M., Hungeling, S.: Configurations of Resources and Capabilities and their Performance Implications: An Exploratory Study on Technology Ventures. In: Strategic Management Journal, 31 (12), S. 1337–1356. 2010.
- Brettel, M., Engelen, A., Müller, T., Schilke, O.: Distribution Channel Choice of New Entrepreneurial Ventures. In: Entrepreneurship Theory and Practice, 35 (4), S. 683–708. 2011.
- Brettel, M., Mauer, R., Engelen, A., Küpper, D.: Corporate Effectuation: Entrepreneurial Action and its Impact on R&D Project Performance. In: Journal of Business Venturing, 27 (2), S. 167–184, 2012.